# Génos (Hautes-Pyrénées)
Pour les articles homonymes, voir Génos.
Ne doit pas être confondu avec Gémenos.
Génos [ʒenɔs] est une commune française située dans le sud-est du département des Hautes-Pyrénées, en région Occitanie. Sur le plan historique et culturel, la commune est dans le Pays d'Aure, constitué de la vallée de la Neste (en aval de Sarrancolin), de la vallée d'Aure (en amont de Sarrancolin) et de la vallée du Louron.
Exposée à un climat de montagne, elle est drainée par la Neste du Louron et par divers autres petits cours d'eau. La commune possède un patrimoine naturel remarquable : un site Natura 2000 (le « Haut-Louron : Aygues Tortes, Caillauas, Gourgs Blancs, Gorges de Clarabide, pics des Pichadères et d'Estiouère, montagne de Tramadits ») et sept zones naturelles d'intérêt écologique, faunistique et floristique.
Génos est une commune rurale qui compte 132 habitants en 2022, après avoir connu un pic de population de 338 habitants en 1931. Ses habitants sont appelés les Génosais ou  Génosaises.

## Géographie

### Localisation
La commune de Génos se trouve dans le département des Hautes-Pyrénées, en région Occitanie et est frontalière avec l'Espagne (Aragon).
Elle se situe à 54 km à vol d'oiseau de Tarbes, préfecture du département, à 35 km de Bagnères-de-Bigorre, sous-préfecture, et à 33 km de Capvern, bureau centralisateur du canton de Neste, Aure et Louron dont dépend la commune depuis 2015 pour les élections départementales.
La commune fait en outre partie du bassin de vie d'Arreau.
Les communes les plus proches sont : 
Adervielle-Pouchergues (1,1 km), Armenteule (1,1 km), Estarvielle (1,6 km), Loudervielle (1,6 km), Loudenvielle (1,7 km), Mont (2,3 km), Germ (2,7 km), Vielle-Louron (2,7 km).
Sur le plan historique et culturel, Génos fait partie du pays de la vallée d'Aure ou pays d'Aure, constitué de la vallée de la Neste (en aval de Sarrancolin), de la vallée d'Aure (en amont de Sarrancolin) et de la vallée du Louron (confluente à Arreau).
Génos est limitrophe de l'Espagne (Aragon) et de quatre autres communes françaises.

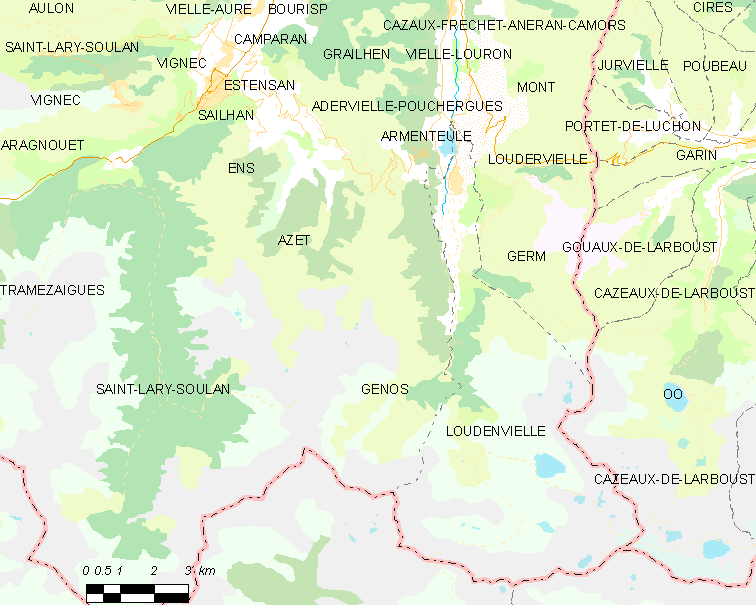
Carte de la commune de Génos et des proches communes.

|                   | Adervielle-Pouchergues |              |
| Azet              | Génos                  | Loudenvielle |
| Saint-Lary-Soulan | Gistaín ( Espagne)     |              |

### Géologie et relief

Vues du village.
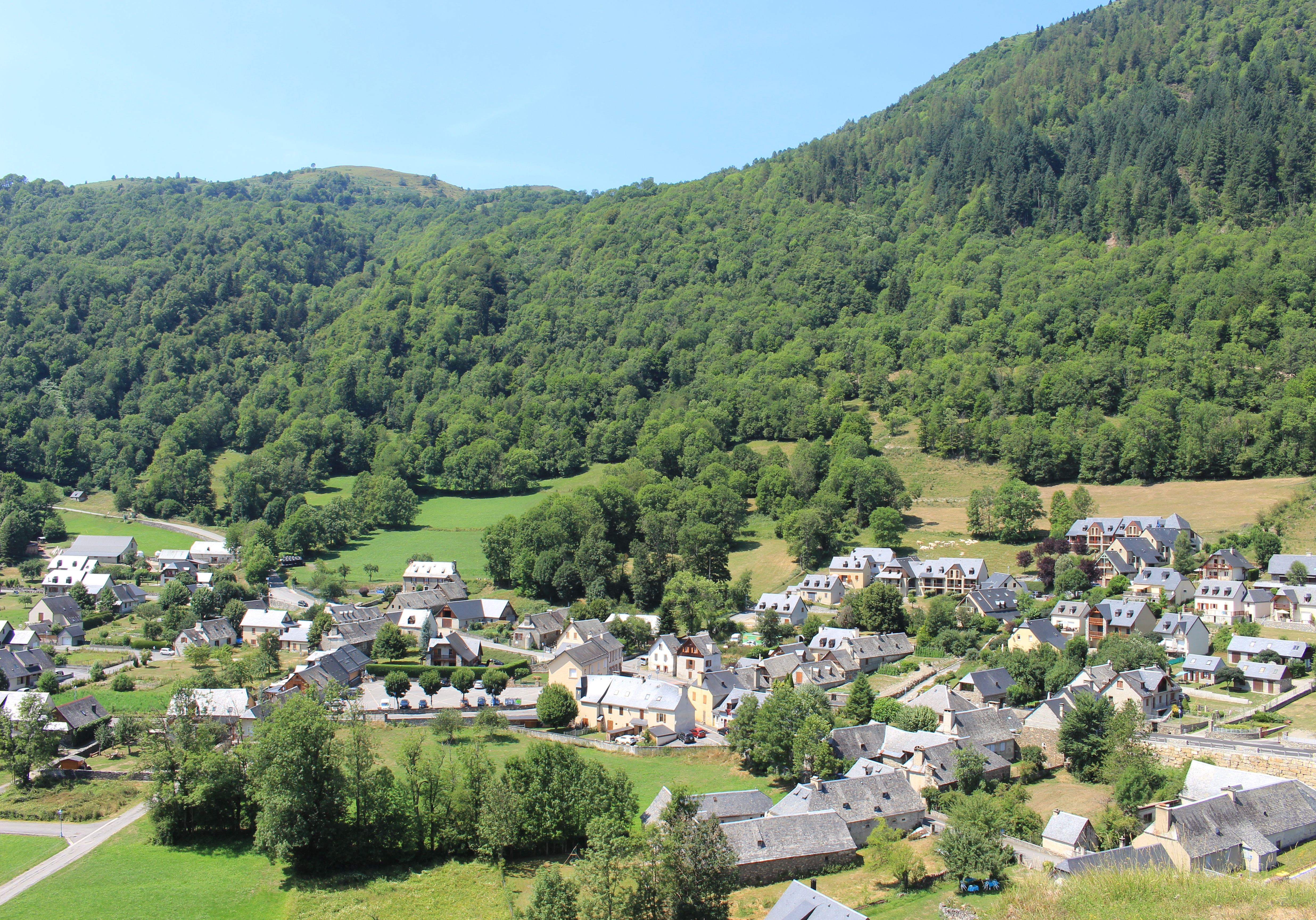
Vue en été.
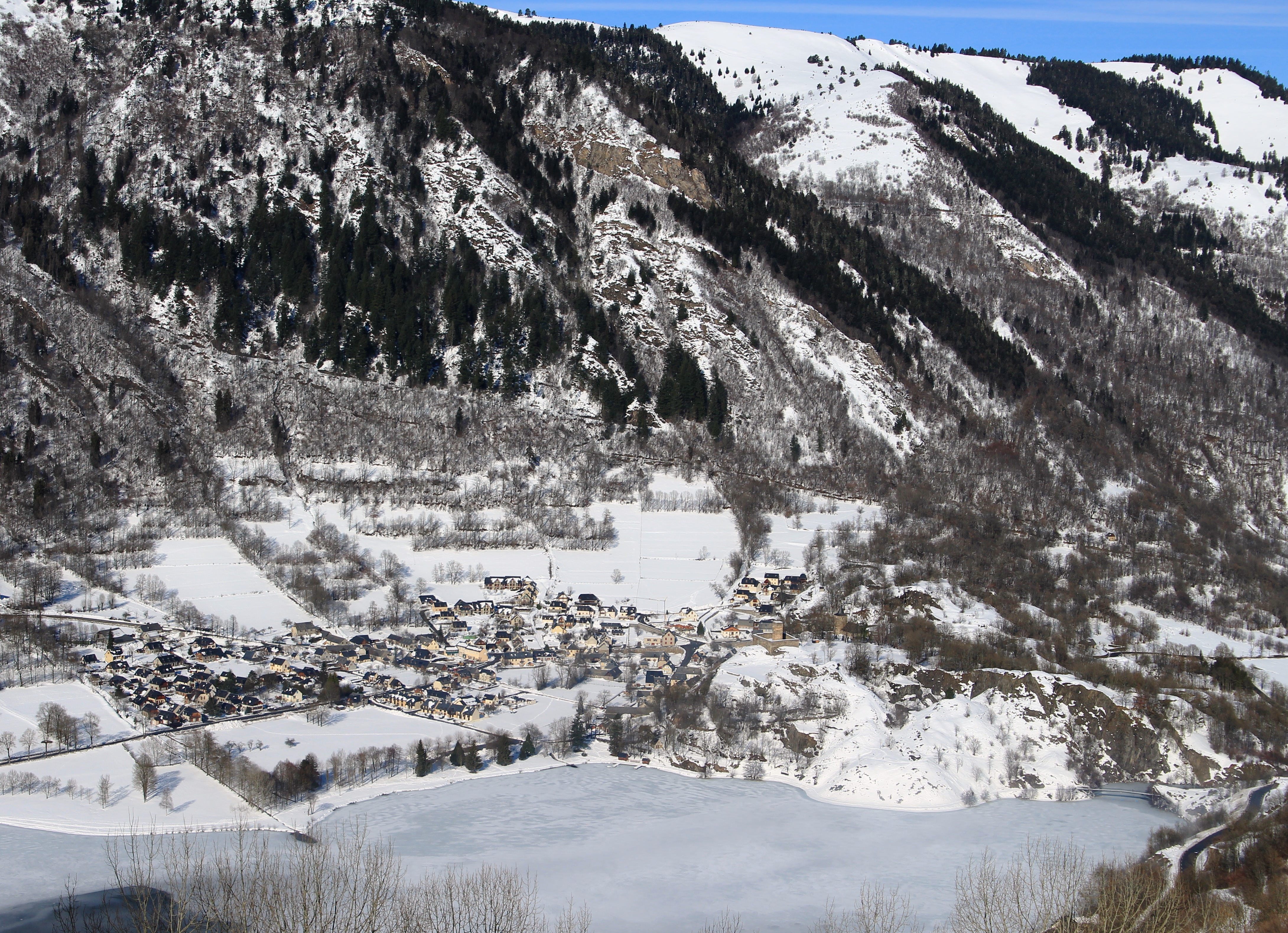
Vue en hiver.
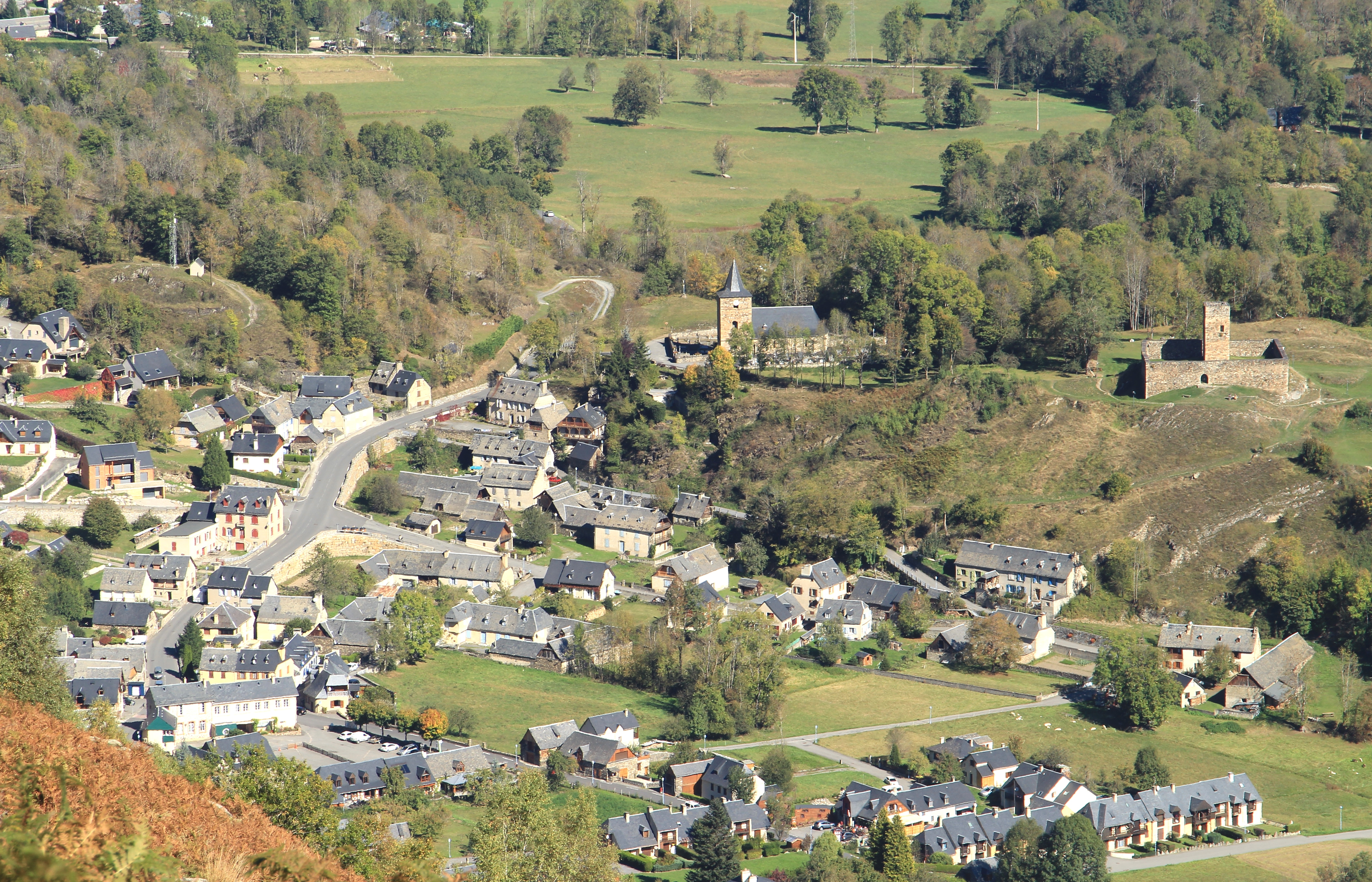
Vue en automne.
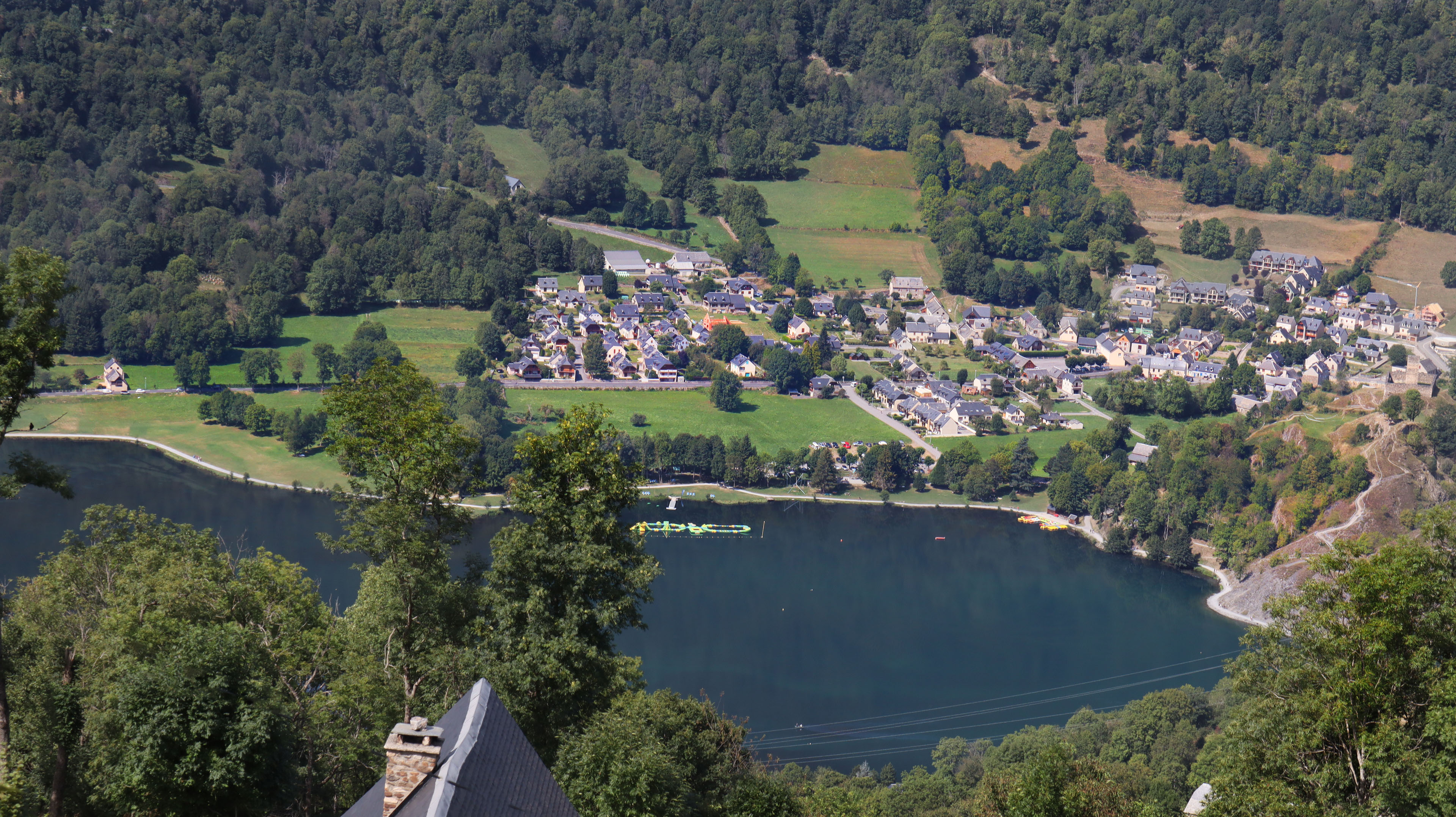
Génos 2021.

### Hydrographie
La commune est dans le bassin versant de la Garonne, au sein du bassin hydrographique Adour-Garonne. Elle est drainée par la Neste du Louron, un bras de la Neste du Louron, la Neste de la Pez, le ruisseau de Bayet, le ruisseau de la Coumette de la Cau, le ruisseau de la Mède, le ruisseau d'Estiouère et par divers petits cours d'eau, constituant un réseau hydrographique de 46 km de longueur totale,.
La Neste du Louron, d'une longueur totale de 32 km, prend sa source dans la commune de Loudenvielle et s'écoule vers le nord. Il traverse la commune et se jette dans la Neste à Arreau, après avoir traversé 10 communes.

### Climat
Le climat de Génos est atypique du fait de sa position géographique, au centre des Pyrénées.
Selon la classification de Köppen, le climat de Génos présente des caractéristiques montagnardes, continentales et océaniques. Les variations entre l'hiver et l'été peuvent être importantes. Les hivers sont habituellement froids, avec des records extrêmes à −21 °C. Les intersaisons (avril/mai, septembre/octobre), varient beaucoup entre le froid et le chaud d'une année à l'autre. L'été est agréablement doux, mais lorsque le vent de Sud souffle, les températures s'élèvent rapidement et deviennent même caniculaires pour l'altitude (record de 34 °C en juillet).
La station météorologique de Météo-France installée sur la commune et en service de 1969 à 2020 permet de connaître l'évolution des indicateurs météorologiques. Le tableau détaillé pour la période 1981-2010 est présenté ci-après.
| Mois                                  | jan.            | fév.           | mars           | avril          | mai           | juin          | jui.         | août           | sep.            | oct.            | nov.           | déc.             | année    |
| ------------------------------------- | --------------- | -------------- | -------------- | -------------- | ------------- | ------------- | ------------ | -------------- | --------------- | --------------- | -------------- | ---------------- | -------- |
| Température minimale moyenne (°C)     | −2,8            | −2,8           | −0,9           | 1,3            | 4,9           | 8,1           | 10,3         | 10,5           | 7,6             | 4,9             | 0,7            | −1,8             | 3,4      |
| Température moyenne (°C)              | 0,4             | 0,8            | 3,8            | 6              | 9,7           | 13,3          | 15,9         | 15,8           | 12,8            | 9               | 3,8            | 1,3              | 7,8      |
| Température maximale moyenne (°C)     | 3,6             | 4,5            | 8,5            | 10,7           | 14,6          | 18,5          | 21,5         | 21,2           | 17,9            | 13              | 6,8            | 4,3              | 12,1     |
| Record de froid (°C) date du record   | −21 16.01.1985  | −18 13.02.1983 | −18 06.03.1971 | −12 01.04.1977 | −5 14.05.1995 | −0,5 08.06.02 | 1 08.07.1996 | 1,5 29.08.1993 | −1,5 29.09.1974 | −8,5 29.10.1974 | −13 23.11.1988 | −16,5 03.12.1980 | −21 1985 |
| Record de chaleur (°C) date du record | 16,5 12.01.1974 | 19 03.02.20    | 21 25.03.1994  | 25 08.04.11    | 30 04.05.20   | 33 21.06.1998 | 34 19.07.16  | 33,5 04.08.03  | 31,5 07.09.16   | 28 06.10.1970   | 20 02.11.05    | 18,5 24.12.12    | 34 2016  |
| Précipitations (mm)                   | 108,7           | 75,1           | 99,3           | 150,2          | 162           | 129,6         | 112,8        | 110,5          | 124,2           | 143,3           | 148,1          | 119,8            | 1 483,6  |

### Milieux naturels et biodiversité

#### Réseau Natura 2000

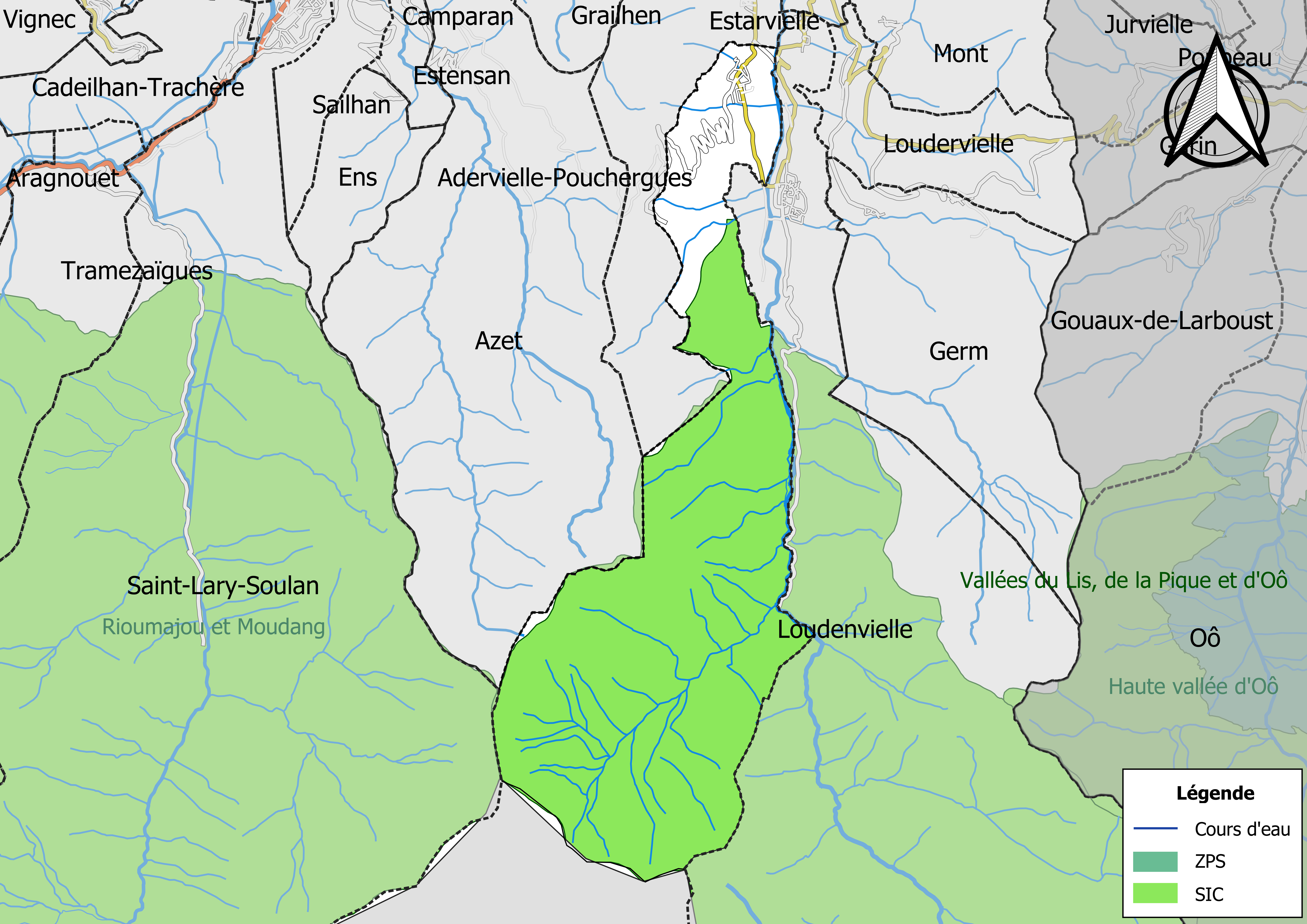
Site Natura 2000 sur le territoire communal.

Le réseau Natura 2000 est un réseau écologique européen de sites naturels d'intérêt écologique élaboré à partir des directives habitats et oiseaux, constitué de zones spéciales de conservation (ZSC) et de zones de protection spéciale (ZPS).
Un site Natura 2000 a été défini sur la commune au titre de la directive habitats : le « haut-Louron : Aygues Tortes, Caillauas, Gourgs Blancs, Gorges de Clarabide, pics des Pichadères et d'Estiouère, montagne de Tramadits », d'une superficie de 5 439 ha, présente une large prédominance des espaces ouverts, de pelouses, de landes et d'éboulis, avec de nombreux lacs, laquets, marais, ruisseaux,.. avec faune associées (Euprocte,Desman,...). Sur le plan floristique, il est très riche en espèces de Sphaignes (16) et abrite une des très rares stations d'Aster des Pyrénées.

#### Zones naturelles d'intérêt écologique, faunistique et floristique
L’inventaire des zones naturelles d'intérêt écologique, faunistique et floristique (ZNIEFF) a pour objectif de réaliser une couverture des zones les plus intéressantes sur le plan écologique, essentiellement dans la perspective d’améliorer la connaissance du patrimoine naturel national et de fournir aux différents décideurs un outil d’aide à la prise en compte de l’environnement dans l’aménagement du territoire.
Quatre ZNIEFF de type 1 sont recensées sur la commune :
- le « bassin versant du Haut-Louron » (6 872 ha), couvrant 8 communes dont deux dans la Haute-Garonne et six dans les Hautes-Pyrénées[16] ;
- la « Haute vallée d'Aure en rive droite, de Barroude au Col d'Azet » (16 972 ha), couvrant 10 communes du département[17] ;
- « la Neste du Louron et ses affluents » (145 ha), couvrant 15 communes du département[18] ;
- le « massif entre les Nestes d'Aure et du Louron » (2 749 ha), couvrant 16 communes du département[19] ;

et trois ZNIEFF de type 2, : 
- les « Garonne amont, Pique et Neste » (1 788 ha), couvrant 112 communes dont 42 dans la Haute-Garonne et 70 dans les Hautes-Pyrénées[20] ;
- la « Haute vallée d'Aure » (43 605 ha), couvrant 38 communes du département[21] ;
- la « vallée du Louron » (16 472 ha), couvrant 30 communes dont six dans la Haute-Garonne et 24 dans les Hautes-Pyrénées[22].

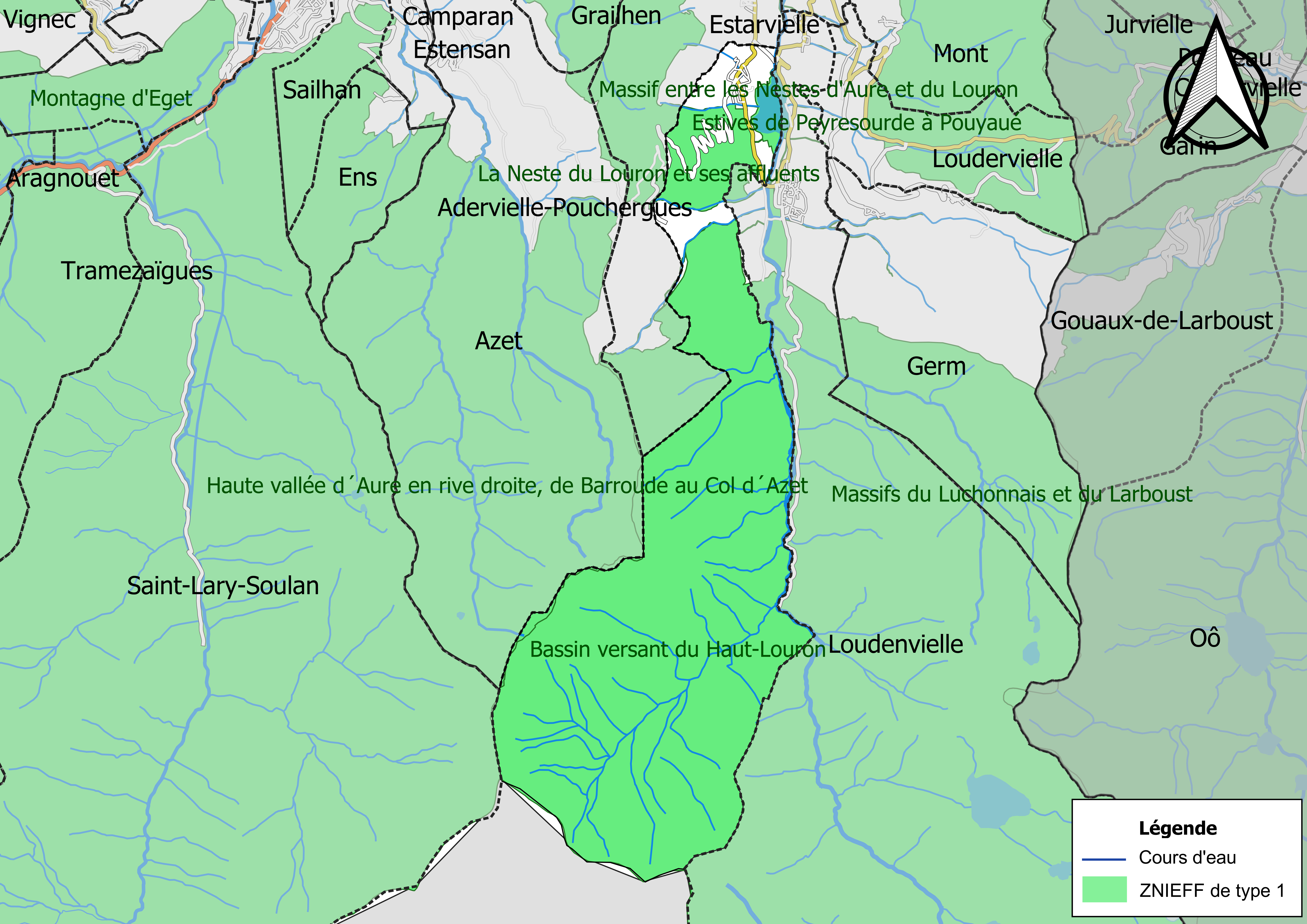
Carte des ZNIEFF de type 1 sur la commune.
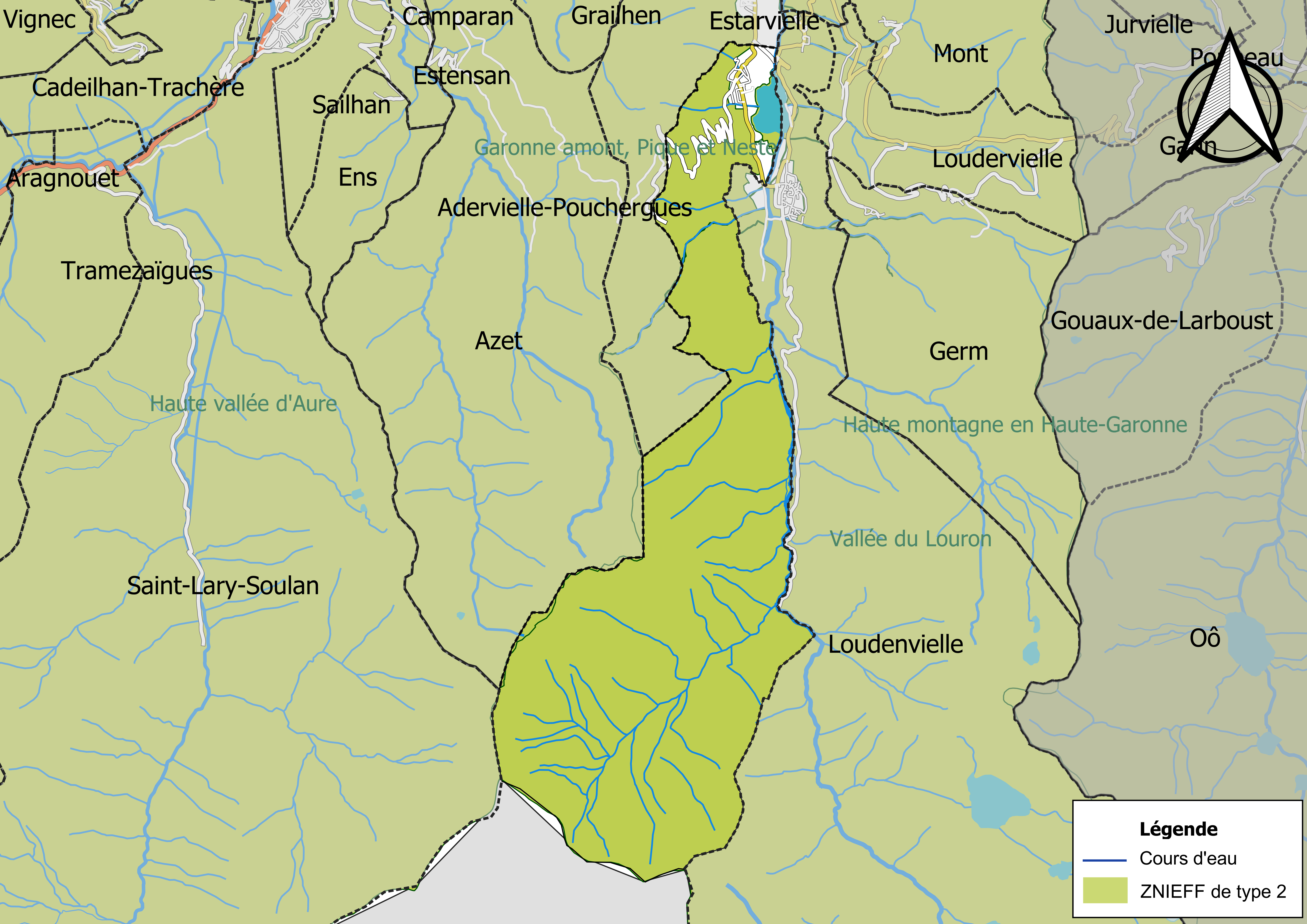
Carte des ZNIEFF de type 2 sur la commune.

## Urbanisme

### Typologie
Au 1er janvier 2024, Génos est catégorisée commune rurale à habitat dispersé, selon la nouvelle grille communale de densité à sept niveaux définie par l'Insee en 2022.
Elle est située hors unité urbaine et hors attraction des villes,.

### Occupation des sols
L'occupation des sols de la commune, telle qu'elle ressort de la base de données européenne d’occupation biophysique des sols Corine Land Cover (CLC), est marquée par l'importance des forêts et milieux semi-naturels (91,3 % en 2018), une proportion identique à celle de 1990 (91,3 %). La répartition détaillée en 2018 est la suivante : 
espaces ouverts, sans ou avec peu de végétation (34,1 %), milieux à végétation arbustive et/ou herbacée (31,1 %), forêts (26 %), prairies (5 %), zones urbanisées (2,8 %), eaux continentales (0,9 %).
L'IGN met par ailleurs à disposition un outil en ligne permettant de comparer l’évolution dans le temps de l’occupation des sols de la commune (ou de territoires à des échelles différentes). Plusieurs époques sont accessibles sous forme de cartes ou photos aériennes : la carte de Cassini (XVIIIe siècle), la carte d'état-major (1820-1866) et la période actuelle (1950 à aujourd'hui).

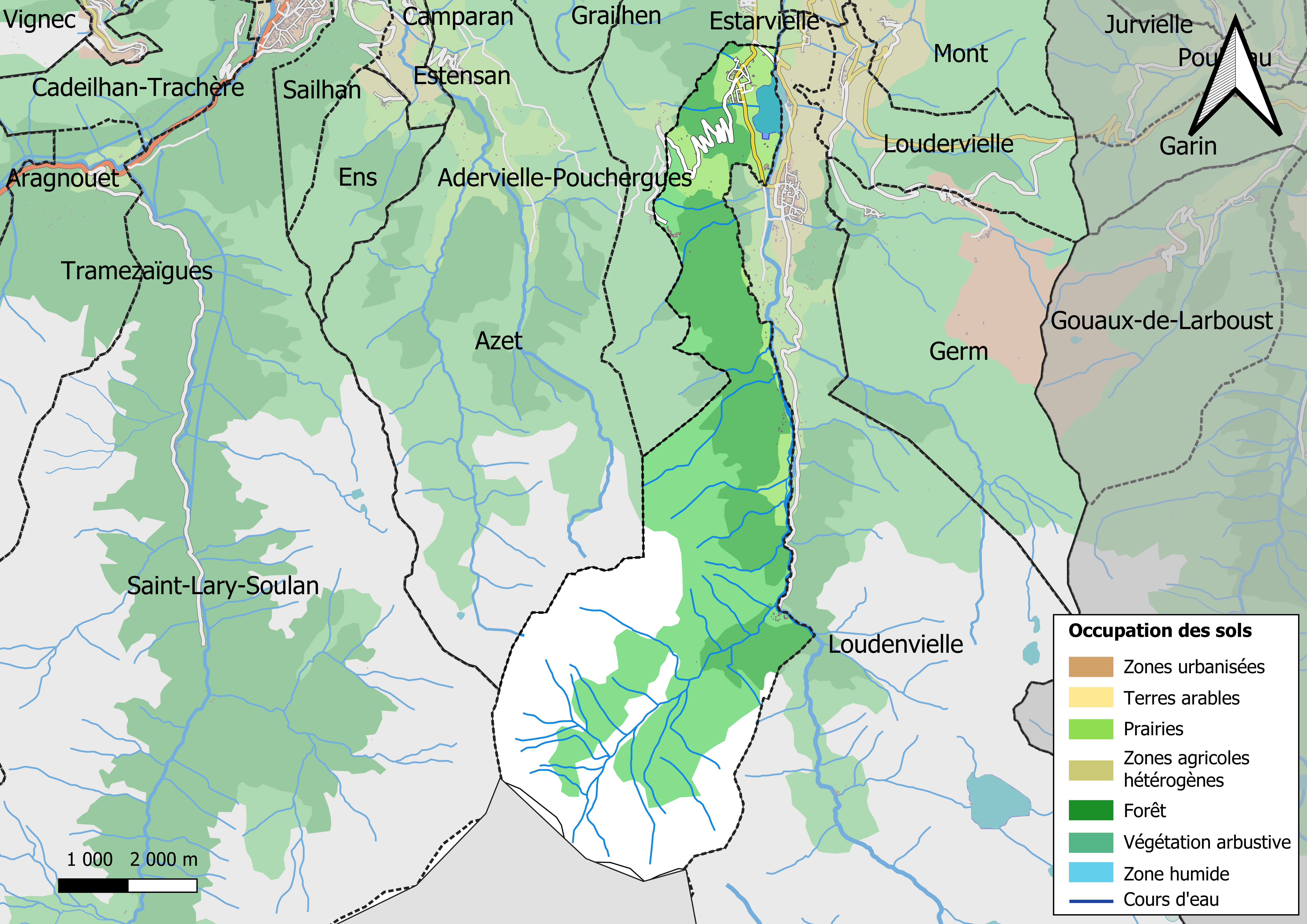
Carte des infrastructures et de l'occupation des sols en 2018 (CLC) de la commune.
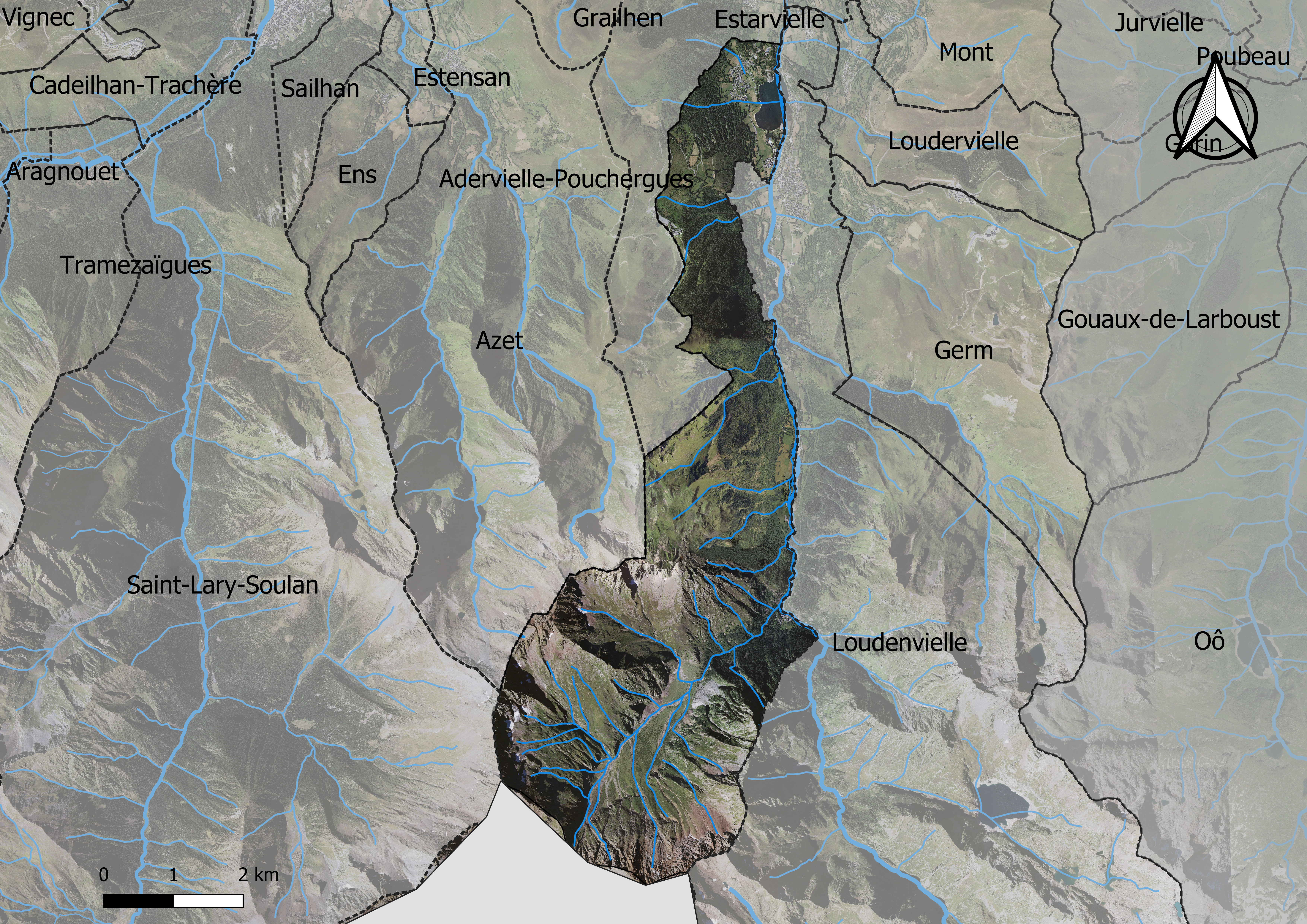
Carte orthophotogrammétrique de la commune.

### Voies de communication et transports
Cette commune est desservie par les routes départementales D 25 et D 225 dite route du col d'Azet.

### Risques majeurs
Le territoire de la commune de Génos est vulnérable à différents aléas naturels : météorologiques (tempête, orage, neige, grand froid, canicule ou sécheresse), inondations, feux de forêts, mouvements de terrains, avalanche  et séisme (sismicité moyenne). Il est également exposé à un risque particulier : le risque de radon. Un site publié par le BRGM permet d'évaluer simplement et rapidement les risques d'un bien localisé soit par son adresse soit par le numéro de sa parcelle.

#### Risques naturels
Certaines parties du territoire communal sont susceptibles d’être affectées par le risque d’inondation par débordement de cours d'eau, notamment la Neste du Louron. La cartographie des zones inondables en ex-Midi-Pyrénées réalisée dans le cadre du XIe Contrat de plan État-région, visant à informer les citoyens et les décideurs sur le risque d’inondation, est accessible sur le site de la DREAL Occitanie. La commune a été reconnue en état de catastrophe naturelle au titre des dommages causés par les inondations et coulées de boue survenues en 1982, 1999, 2001, 2009, 2012 et 2013 et au titre des inondations par remontée de nappe en 2013,.
Génos est exposée au risque de feu de forêt. Un plan départemental de protection des forêts contre les incendies a été approuvé par arrêté préfectoral le 21 avril 2020 pour la période 2020-2029. Le précédent couvrait la période 2007-2017. L’emploi du feu est régi par deux types de réglementations. D’abord le code forestier et l’arrêté préfectoral du 27 octobre 2014, qui réglementent l’emploi du feu à moins de 200 m des espaces naturels combustibles sur l’ensemble du département. Ensuite celle établie dans le cadre de la lutte contre la pollution de l’air, qui interdit le brûlage des déchets verts des particuliers. L’écobuage est quant à lui réglementé dans le cadre de commissions locales d’écobuage (CLE).

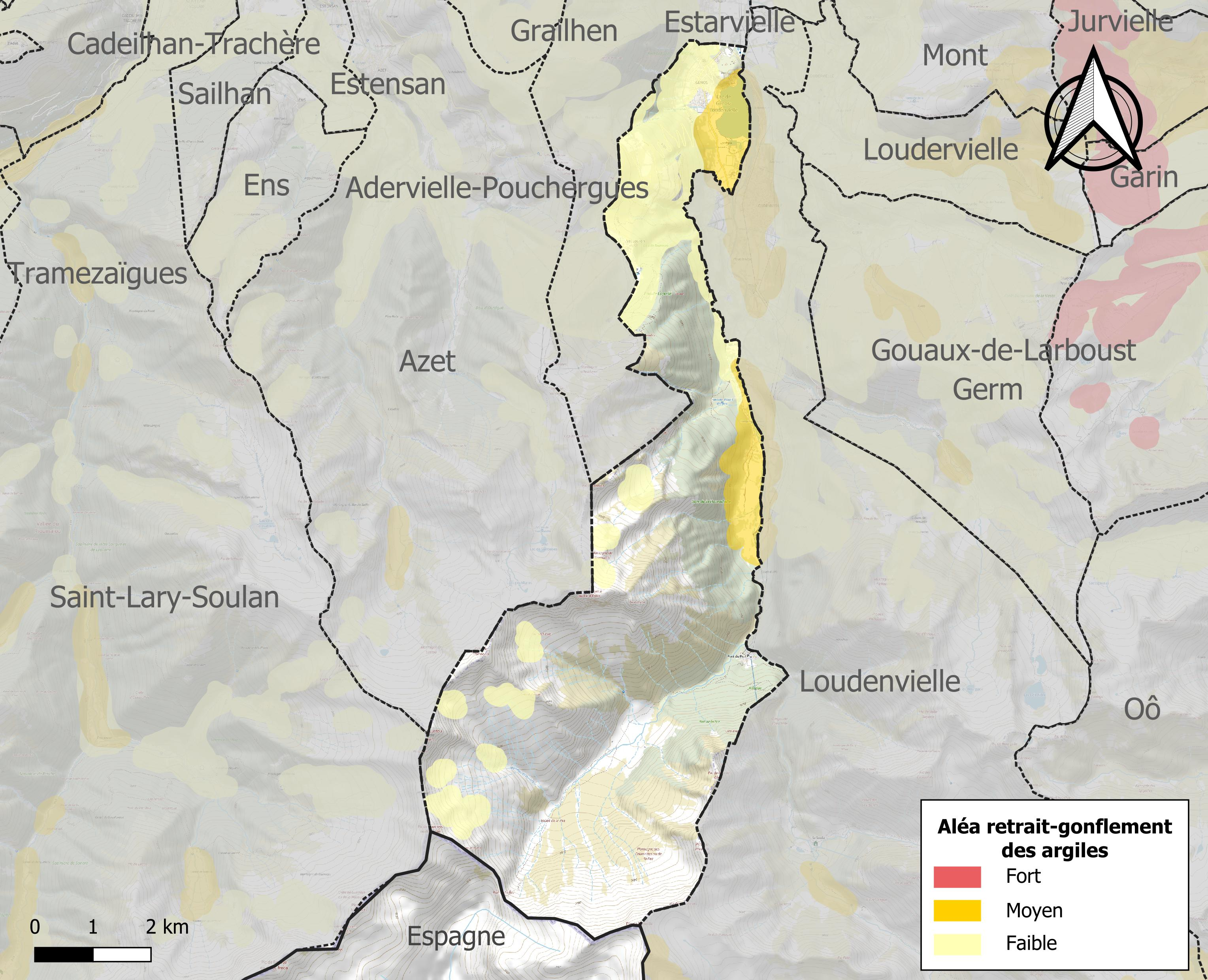
Carte des zones d'aléa retrait-gonflement des sols argileux de Génos.

Les mouvements de terrains susceptibles de se produire sur la commune sont des mouvements de sols liés à la présence d'argile et des tassements différentiels.
Le retrait-gonflement des sols argileux est susceptible d'engendrer des dommages importants aux bâtiments en cas d’alternance de périodes de sécheresse et de pluie. 6,4 % de la superficie communale est en aléa moyen ou fort (44,5 % au niveau départemental et 48,5 % au niveau national). Sur les 168 bâtiments dénombrés sur la commune en 2019, 22 sont en aléa moyen ou fort, soit 13 %, à comparer aux 75 % au niveau départemental et 54 % au niveau national. Une cartographie de l'exposition du territoire national au retrait gonflement des sols argileux est disponible sur le site du BRGM,.
Par ailleurs, afin de mieux appréhender le risque d’affaissement de terrain, l'inventaire national des cavités souterraines permet de localiser celles situées sur la commune.
Concernant les mouvements de terrains, la commune a été reconnue en état de catastrophe naturelle au titre des dommages causés par des mouvements de terrain en 1999 et 2013.
La commune est exposée aux risques d'avalanche. Les habitants exposés à ce risque doivent se renseigner, en mairie, de l’existence d’un plan de prévention des risques avalanches (PPRA). Le cas échéant, identifier les mesures applicables à l'habitation, identifier, au sein de l'habitation, la pièce avec la façade la moins exposée à l’aléa pouvant faire office, au besoin, de zone de confinement et équiper cette pièce avec un kit de situation d’urgence,.

#### Risque particulier
Dans plusieurs parties du territoire national, le radon, accumulé dans certains logements ou autres locaux, peut constituer une source significative d’exposition de la population aux rayonnements ionisants. Certaines communes du département sont concernées par le risque radon à un niveau plus ou moins élevé. Selon la classification de 2018, la commune de Génos est classée en zone 3, à savoir zone à potentiel radon significatif.

## Toponymie

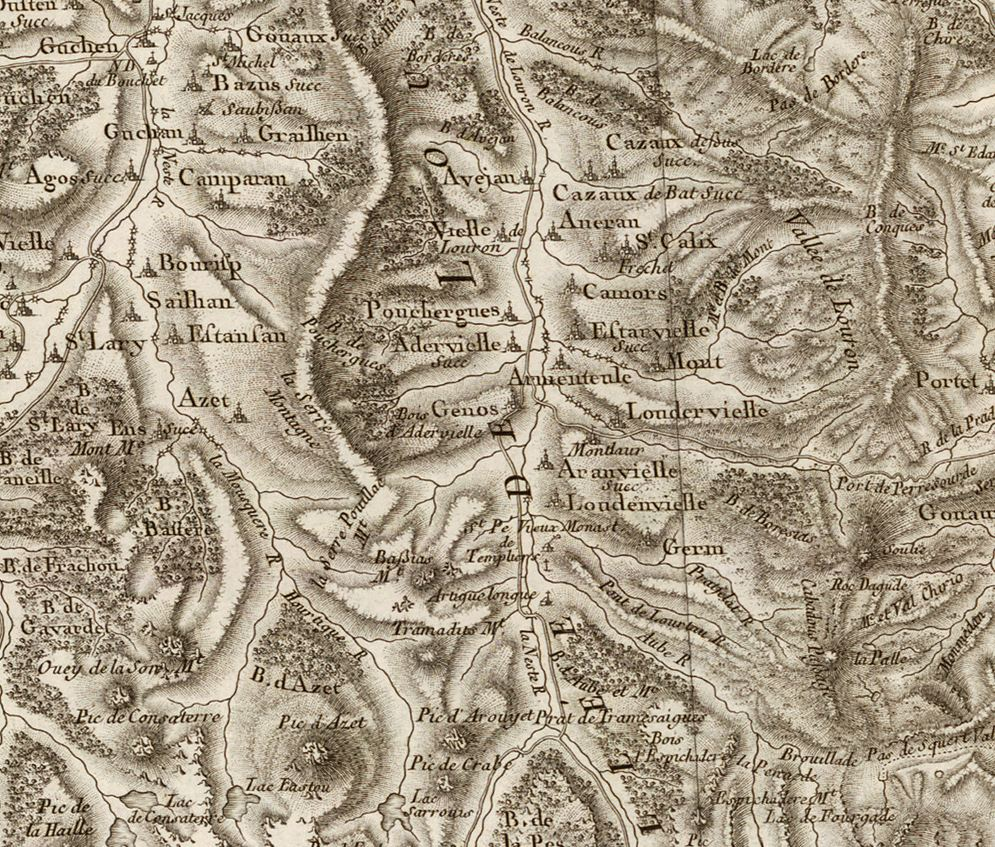
Extrait de la carte de Cassini (entre 1756 et 1789) situant Génos à l'ouest de Loudervielle.

On trouvera les principales informations dans le Dictionnaire toponymique des communes des Hautes-Pyrénées de Michel Grosclaude et Jean-François Le Nail qui rapporte les dénominations historiques du village :
Dénominations historiques :
- Leuger de Ienos, Belenger de Ienos (v. 1125, cartulaire de Bigorre) ;
- Arnaldus de Genos, latin et gascon (1190, Actes Bonnefont) ;
- Per de Jenos, P. de Ginos (1249, actes Bonnefont) ;
- De Genossio, latin (1387, pouillé du Comminges) ;
- Genos en Loron (1767, Larcher, cartulaire du Comminges) ;
- Génos (1680, registres paroissiaux) ;
- Génost (1806, Laboulinière).

Nom occitan : Genos.

## Politique et administration

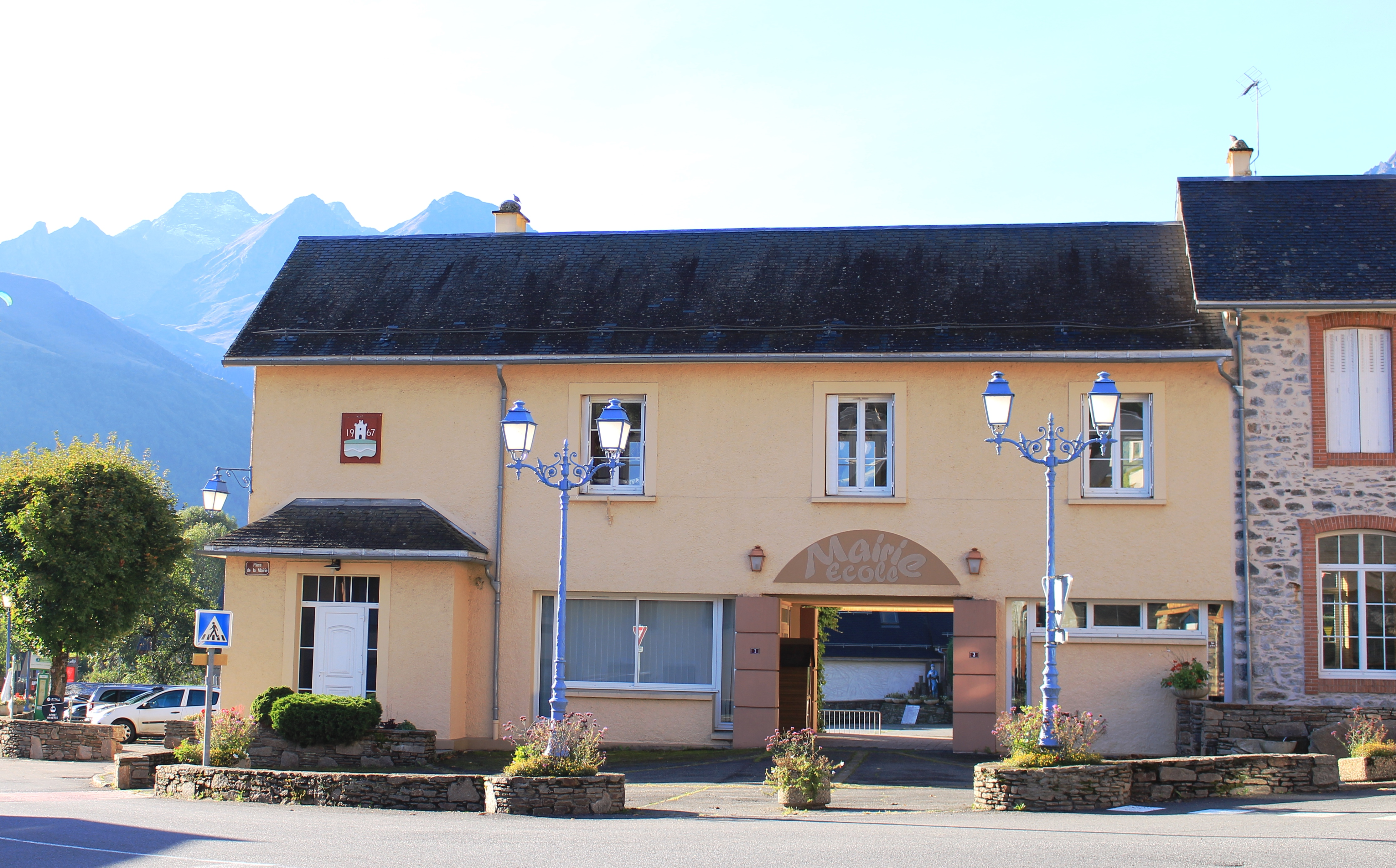
La mairie en 2021.

### Liste des maires
| Période                                  | Période  | Identité       | Étiquette | Qualité |
| ---------------------------------------- | -------- | -------------- | --------- | ------- |
| Les données manquantes sont à compléter. |          |                |           |         |
|                                          |          |                |           |         |
| mars 2001 (réélu en mars 2014)           | En cours | Olivier Cartan |           |         |

### Rattachements administratifs et électoraux

#### Intercommunalité
Génos fait partie de la communauté de communes Aure Louron, créée au 1er janvier 2017 et qui réunit 47 communes.

## Population et société

### Démographie

#### Évolution démographique

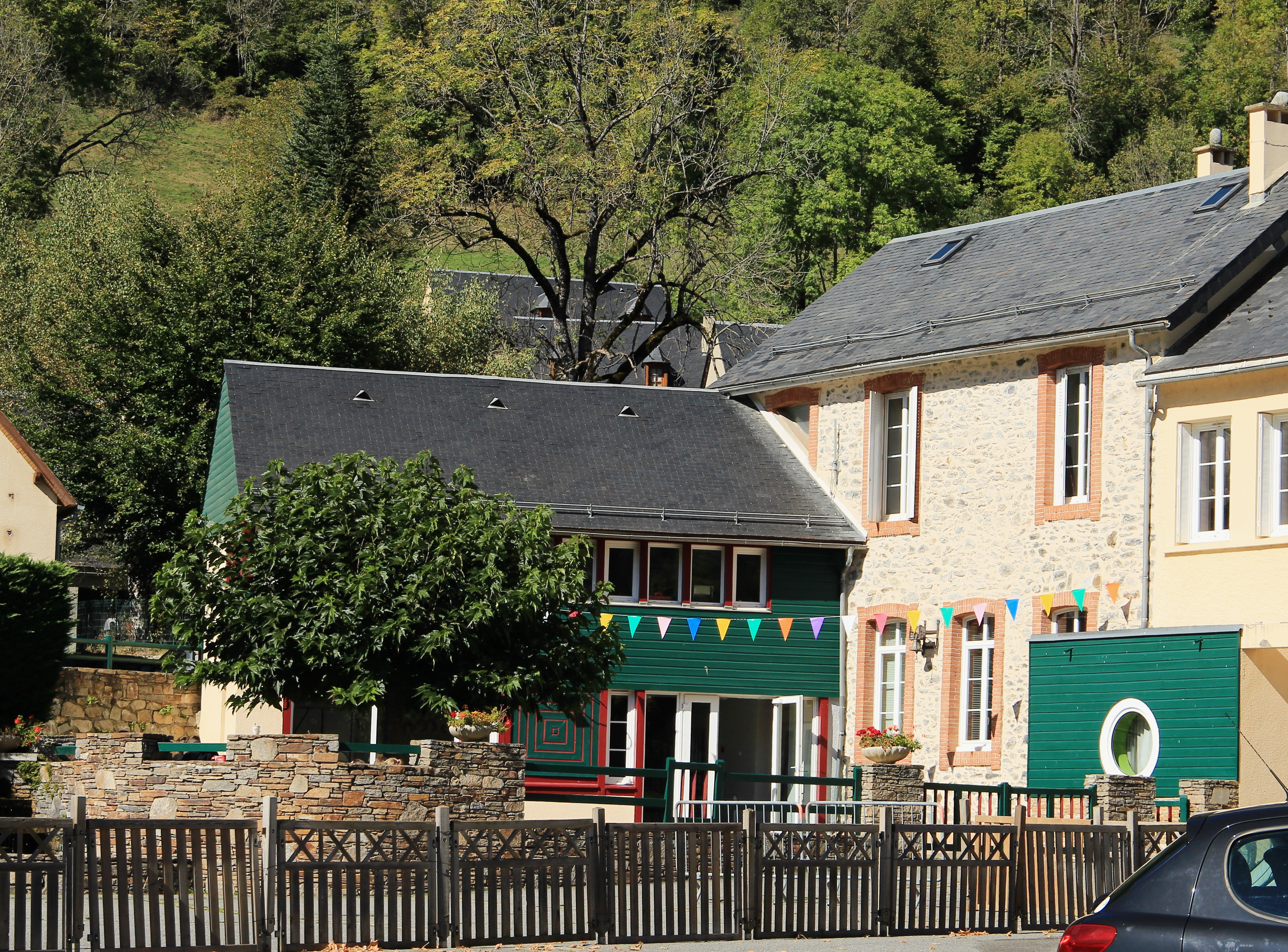
L’école élémentaire en 2021.

L'évolution du nombre d'habitants est connue à travers les recensements de la population effectués dans la commune depuis 1793. Pour les communes de moins de 10 000 habitants, une enquête de recensement portant sur toute la population est réalisée tous les cinq ans, les populations de référence des années intermédiaires étant quant à elles estimées par interpolation ou extrapolation. Pour la commune, le premier recensement exhaustif entrant dans le cadre du nouveau dispositif a été réalisé en 2007.

En 2022, la commune comptait 132 habitants, en évolution de −8,33 % par rapport à 2016 (Hautes-Pyrénées : +1,59 %, France hors Mayotte : +2,11 %).
| 1793 | 1800 | 1806 | 1821 | 1831 | 1836 | 1841 | 1846 | 1851 |
| ---- | ---- | ---- | ---- | ---- | ---- | ---- | ---- | ---- |
| 167  | 155  | 204  | 156  | 211  | 213  | 204  | 224  | 239  |

| 1856 | 1861 | 1866 | 1872 | 1876 | 1881 | 1886 | 1891 | 1896 |
| ---- | ---- | ---- | ---- | ---- | ---- | ---- | ---- | ---- |
| 218  | 235  | 238  | 209  | 222  | 218  | 200  | 198  | 197  |

| 1901 | 1906 | 1911 | 1921 | 1926 | 1931 | 1936 | 1946 | 1954 |
| ---- | ---- | ---- | ---- | ---- | ---- | ---- | ---- | ---- |
| 188  | 197  | 183  | 161  | 125  | 338  | 151  | 120  | 146  |

| 1962 | 1968 | 1975 | 1982 | 1990 | 1999 | 2006 | 2007 | 2012 |
| ---- | ---- | ---- | ---- | ---- | ---- | ---- | ---- | ---- |
| 128  | 123  | 116  | 168  | 138  | 127  | 148  | 151  | 159  |

| 2017 | 2022 | - | - | - | - | - | - | - |
| ---- | ---- | - | - | - | - | - | - | - |
| 137  | 132  | - | - | - | - | - | - | - |

### Enseignement
La commune dépend de l'académie de Toulouse. Elle dispose d’une école en 2019.
- École élémentaire.

### Sports
- Marche ;
- Ski ;
- Pêche ;
- Parapente, deltaplane, cerf-volant ;
- Ludothermalisme ;
- Vélo ;
- VTT.

## Économie

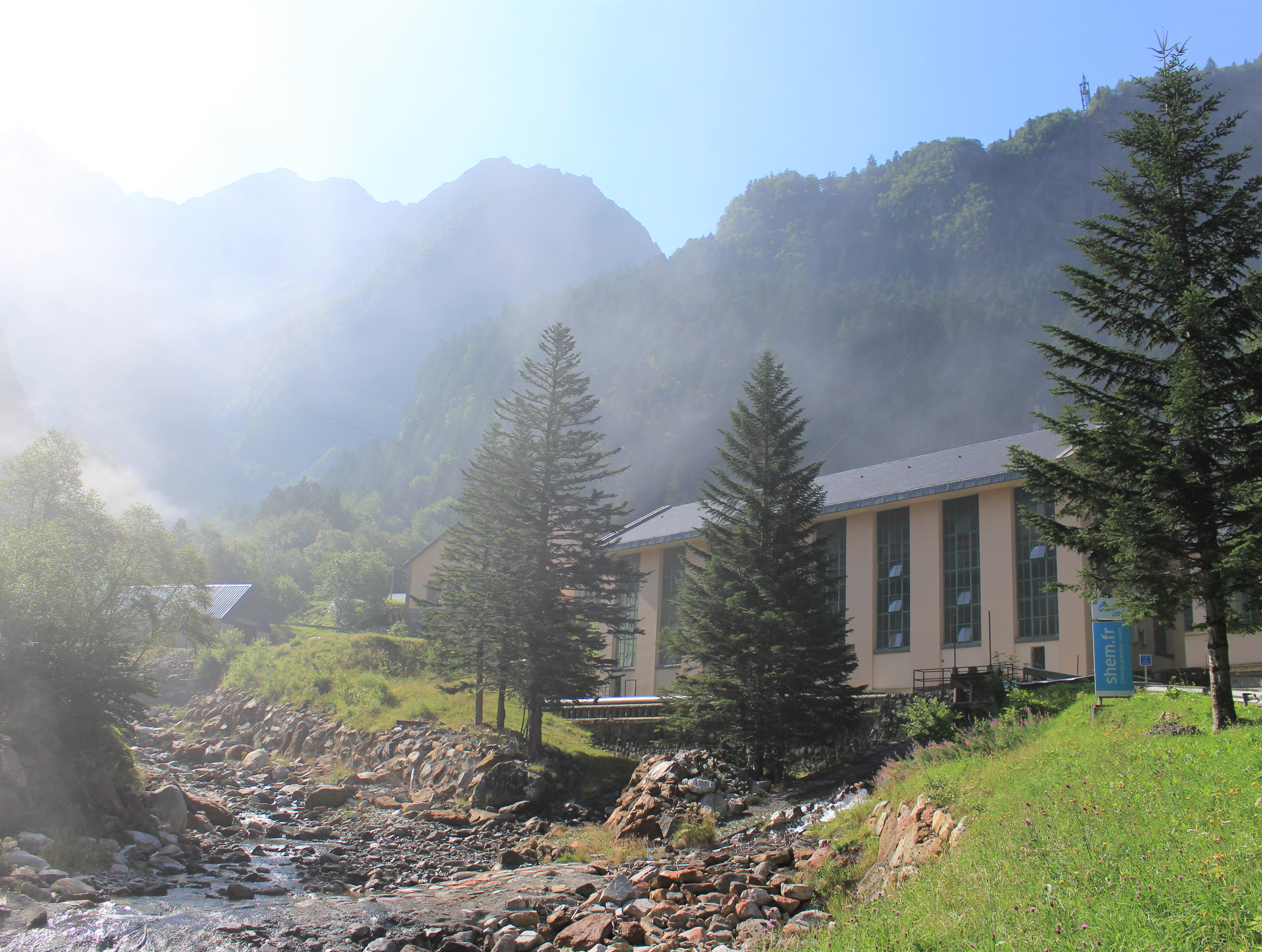
La centrale hydroélectrique de Tramesaygues

.

### Emploi
|                | 2008  | 2013  | 2018  |
| -------------- | ----- | ----- | ----- |
| Commune        | 1 %   | 1,9 % | 7 %   |
| Département    | 7,7 % | 9,4 % | 9,8 % |
| France entière | 8,3 % | 10 %  | 10 %  |

En 2018, la population âgée de 15 à 64 ans s'élève à 87 personnes, parmi lesquelles on compte 75,6 % d'actifs (68,6 % ayant un emploi et 7 % de chômeurs) et 24,4 % d'inactifs,. Depuis 2008, le taux de chômage communal (au sens du recensement) des 15-64 ans est inférieur à celui de la France et du département.
La commune est hors attraction des villes,. Elle compte 132 emplois en 2018, contre 139 en 2013 et 158 en 2008. Le nombre d'actifs ayant un emploi résidant dans la commune est de 60, soit un indicateur de concentration d'emploi de 218,2 % et un taux d'activité parmi les 15 ans ou plus de 55,5 %.
Sur ces 60 actifs de 15 ans ou plus ayant un emploi, 34 travaillent dans la commune, soit 57 % des habitants. Pour se rendre au travail, 78,3 % des habitants utilisent un véhicule personnel ou de fonction à quatre roues, 3,3 % les transports en commun, 10 % s'y rendent en deux-roues, à vélo ou à pied et 8,3 % n'ont pas besoin de transport (travail au domicile).

## Culture locale et patrimoine

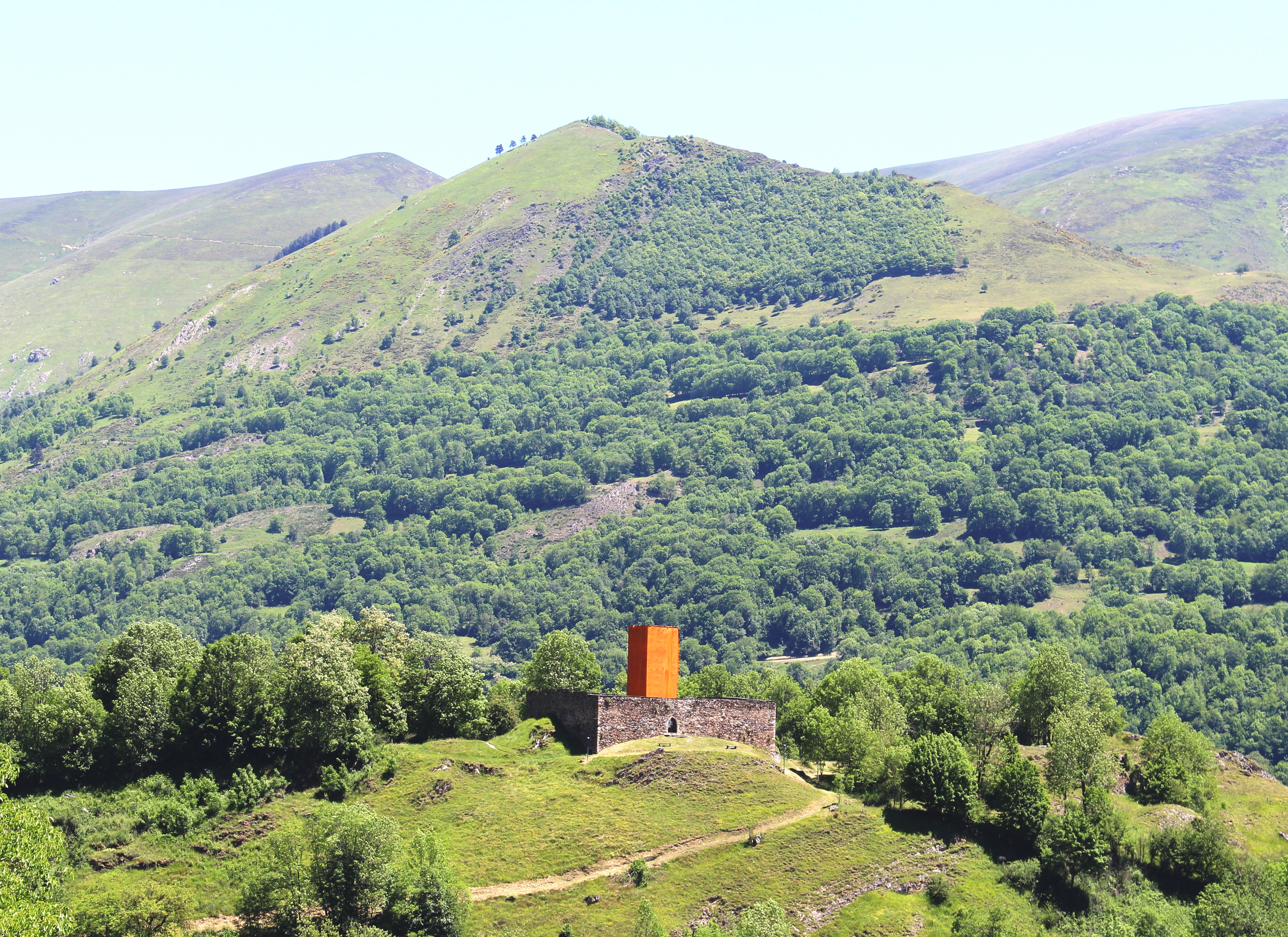
Le château en 2016.

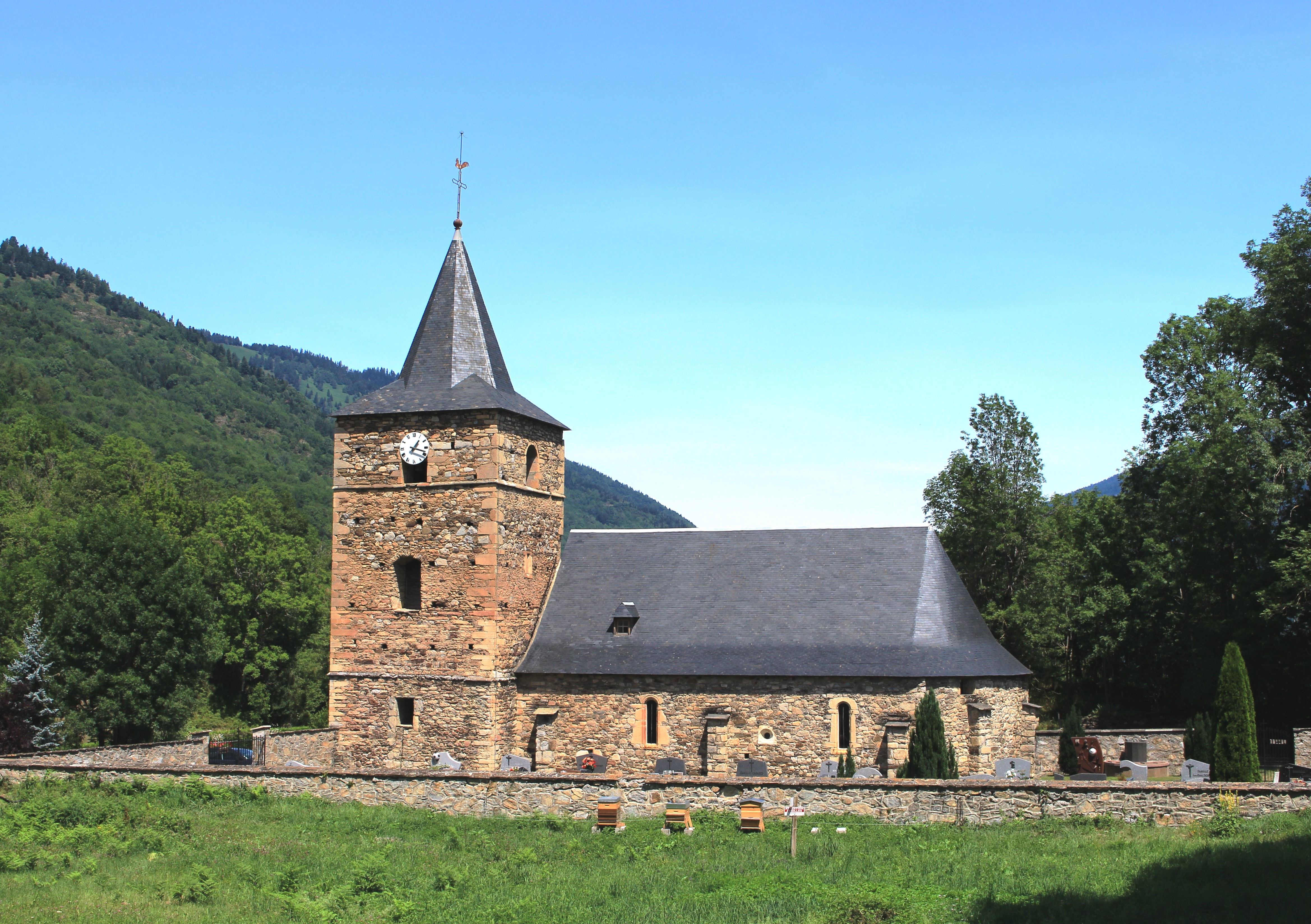
L'église Saint-Vincent en 2019.

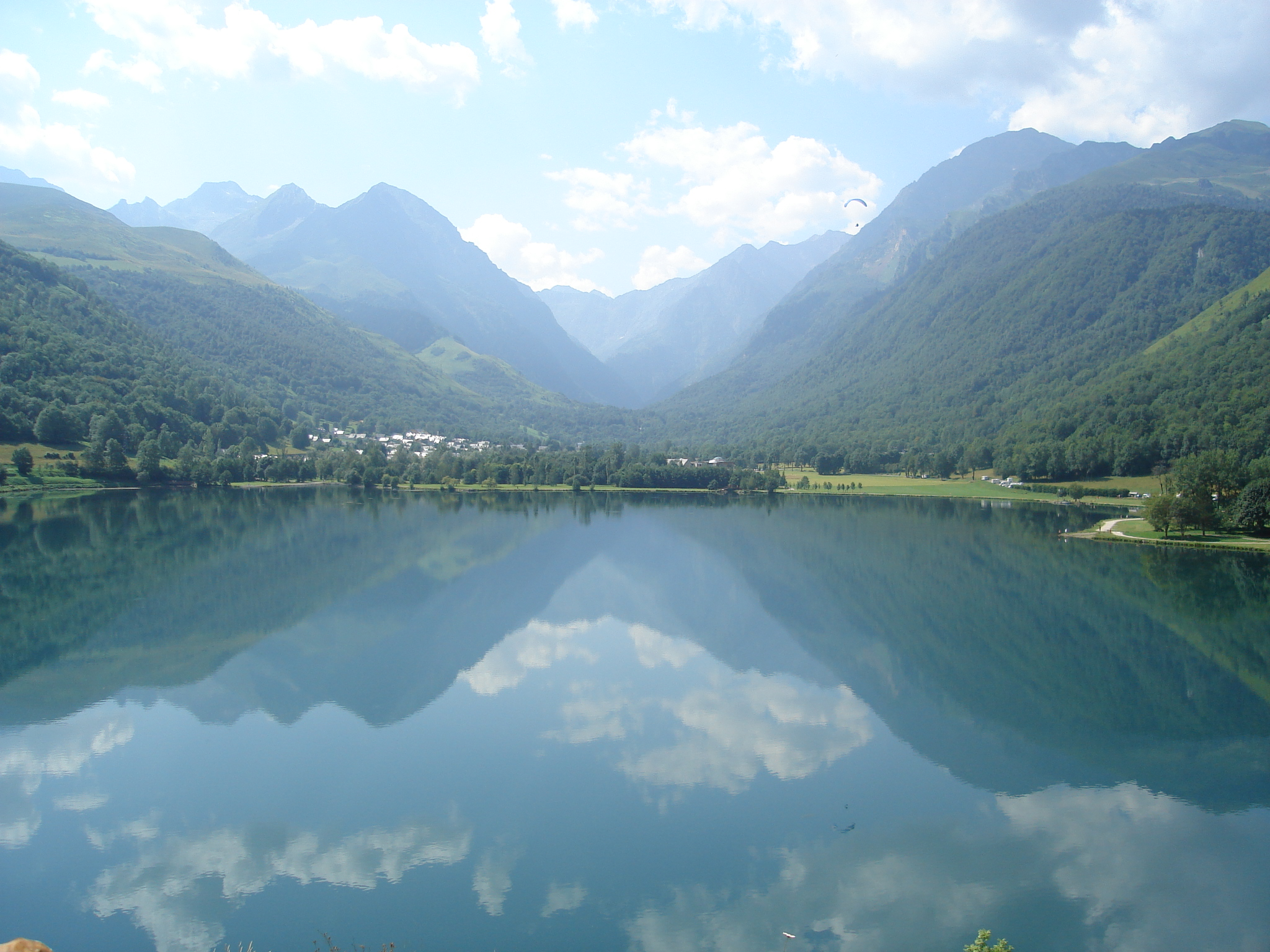
Le lac de Génos-Loudenvielle.

### Lieux et monuments
- Lac de Génos-Loudenvielle.
- Le château de Génos, XIIIe siècle[42].
- Église Saint-Vincent, XVIe et XIXe siècles[43].
- Le Monument aux morts municipal œuvre de Etienne Camus.
- Tombe insolite.

## Voir aussi

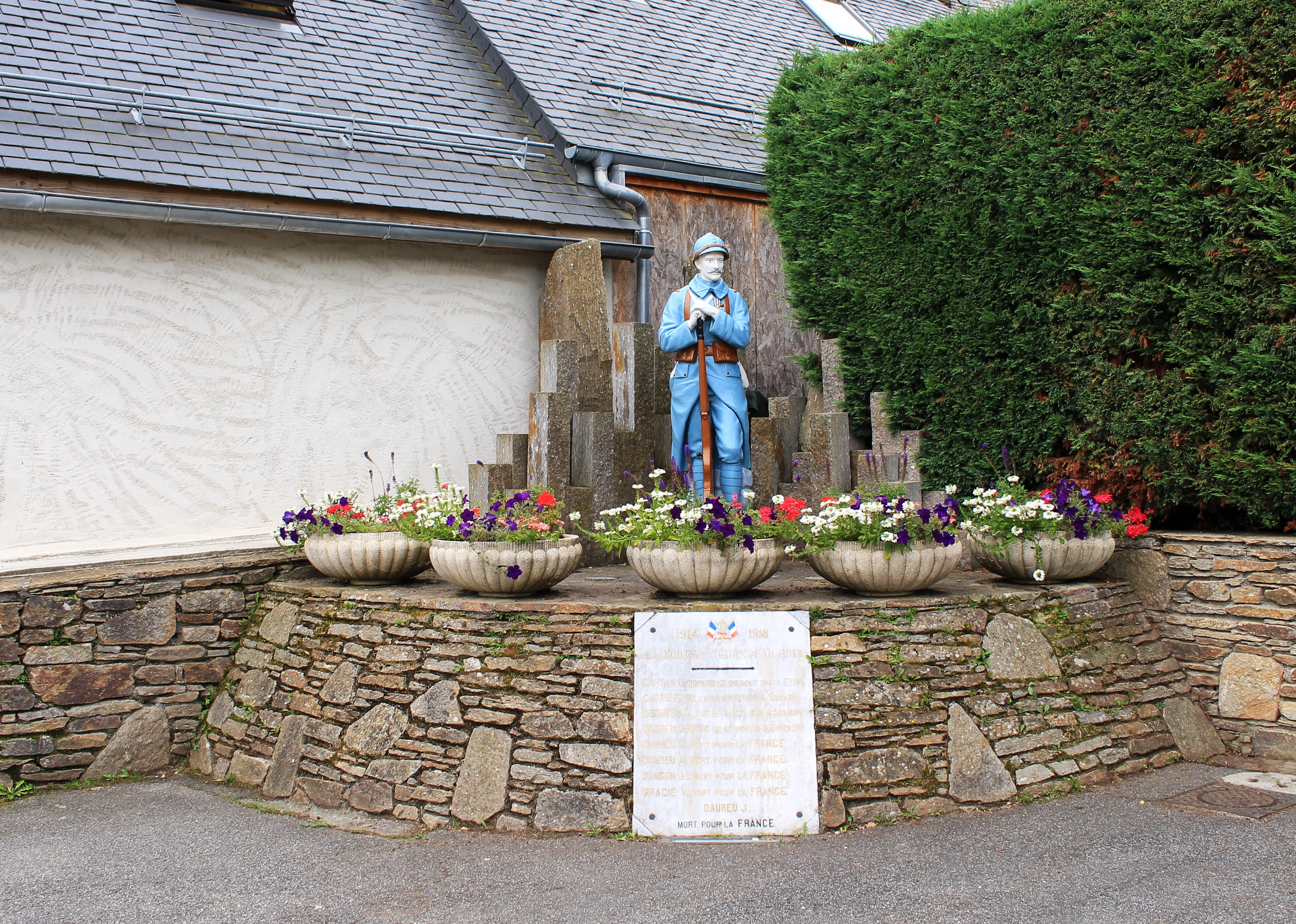
Le monument aux morts municipal.

### Héraldique
| Blason | Blasonnement : De gueules à la tour donjonnée d'argent ouverte et ajourée de sable sur un monticule de sinople ; à la champagne cousue d'azur chargée d'une burèle ondée d'argent. |